# 川猿

鳥取県境港市・水木しげるロードに設置されている「川猿」のブロンズ像。

川猿（かわざる）は、遠州（静岡県）の榛原郡に伝わる妖怪。その名の通り、川辺に住む妖怪である。
名前は「猿」だが、猿よりむしろカワウソや河童に近い種とされ、体中に魚の臭気がある。
子供の姿となって人を化かすこともある他、馬は川猿に会っただけで倒れて死んでしまうと言われ、馬の疫神として恐れられていた。また人間から害を加えられた際には、相手の体中の皮膚や肉をかきむしって重傷を負わせてしまう。弱点は目と股で、ここに矢を受ければたちまち力が弱まってしまう。
性格的には本来は臆病者だが、自分を助けてくれた人間の顔は忘れないという。